# Thalictrum torresii
Thalictrum torresii är en ranunkelväxtart som beskrevs av Standley och B. Boiv.. Thalictrum torresii ingår i släktet rutor, och familjen ranunkelväxter. Inga underarter finns listade i Catalogue of Life.